# FMヤングスタジオ
『FMヤングスタジオ』は、ジャパンエフエムネットワーク（JFNC）制作のラジオ番組。FM沖縄開局から2日後の1984年9月3日にスタート。初期のJFNC・Bライン配信番組の一つであり、同じBライン配信番組の「うたのプロムナード」（月 ｰ 金 15時 - 17時）も同日に開始した。

## 放送時間
| 期間                  | 放送時間                  |
| --------------------- | ------------------------- |
| 1984年9月 - 1988年3月 | 月曜日-金曜日 17:00-19:00 |
| 1988年4月 - 1991年3月 | 月曜日-金曜日 18:00-19:00 |
| 1991年4月 - 1992年3月 | 月曜日-木曜日 18:00-19:00 |

## タイムテーブル
（1984年9月-）
番組名「FMヤングスタジオ」として
17時台「ワールド･ヒット決定版」洋楽などの曲
18時台「アイドル･ヒット決定版」日本のアイドル曲
（1988年4月以降）
17時台 番組名「ワールド・チャート・ネットワーク」として独立 洋楽などの曲
18時台 番組名「FMヤングスタジオ」日本のアイドル番組として独立
- 番組は当時、体育の日だった10月10日の特番以外での休止は基本的になく年末年始も放送、なお放送開始以来、月曜日から金曜日まで週5日あった放送は 1991年4月以降は月曜から木曜までの放送となり、金曜日の放送はなくなった。

## 出演者

### メインパーソナリティ
- 石井かずみ（1984年9月 - 1989年3月） 月曜日-金曜日
- 福島英絋（1989年4月 - 1991年3月） 月曜日-金曜日、（1991年4月 - 1992年3月） 月曜日-木曜日

### アイドルパーソナリティ

#### 月曜日担当アイドル
- 麻田華子[1] （1989年4月 - 1989年9月）
- 佐藤忍 （1989年10月 - 1990年3月）
- 里中茶美 （1990年4月 - 1990年9月）
- 国実百合 （1991年1月 - 1991年6月）

#### 水曜日担当アイドル
- 彩木美来 （1989年4月 - 1989年6月）
- 河田純子[1] （1989年7月 - 1989年9月）
- 山口弘美 （1989年10月 - 1990年3月）
- 宍戸留美[1] （1990年4月 - 1990年6月）
- 寺尾友美 （1990年10月 - 1990年12月）
- 川越美和[1] （1991年1月 - 1991年6月）
- 佐月亜衣 （1991年7月 - 1991年9月）
- こんぺいとう （1991年10月 - 1992年3月）

#### 金曜日担当アイドル
- 島田奈美[1] （1989年4月 - 1990年3月）
- 国実百合 （1990年4月 - 1991年1月） （1991年の1月に金曜日から月曜日に移動）

#### 上記以外
- 石田ひかり （1989年10月 - 1990年3月）
- このほかにも 姫乃樹リカ、越智静香、星野由妃、Qlair、西野妙子、増田未亜、田山真美子、西村知美、相楽晴子、西尾拓美などがゲストパーソナリティとして番組の進行を福島と一緒に担当したことがある。

## 番組概要
- 1984年の9月に放送を開始した「FMヤングスタジオ」は、17時台は「FMヤングスタジオ ワールド･ヒット決定版」として洋楽曲などを放送、18時台は「FMヤングスタジオ アイドル･ヒット決定版」としてアイドルの曲を放送していた。その後1988年4月から17時台は「ワールド・チャート・ネットワーク」という洋楽番組として独立し、同じく1988年4月から18時台は「FMヤングスタジオ」としてアイドルの専門番組となった。パーソナリティは17時台、18時台ともに石井かずみが担当した。アイドル専門番組として独立した「FMヤングスタジオ」は その後、福島英絋が1989年の4月から1992年3月の放送終了時まで2代目パーソナリティを務めた。
- 1989年4月以降、月、水、金曜日に担当アイドルがメインパーソナリティの福島と一緒に放送を進行した。
- 石井担当の時代は新譜中心に曲がかけられ、曜日に関係なく不定期でゲストが訪れトークを交え曲が紹介された。福島担当の1989年4月以降は、月、水、金曜日は、オープニングから約30分間は、曜日別担当のレギュラーアイドルとともにトークと曲紹介で番組が進行、6時40分過ぎからはレギュラーアイドルの特性や得意分野などを生かした各コーナーで番組が彩られた。また火曜日、木曜日についてはゲストを招き、曲とともに楽しいトークを語る場となった。基本、月、水、金はレギュラーアイドル担当の日ではあったがスケジュール等の都合でゲストが入ったり、同じ日の前半、後半で2組のゲストが入る日などもあった。またゲストがない日についてはアイドルの曲中心に番組が進行した。福島と番組をともにしたアイドルやゲストなどは時々モノマネが飛び出したりもする軽快で楽しい福島のトークに他の番組では語らなかった本音などもついついしゃべってしまうという親しみのある番組となっていった。湾岸戦争などの時事ネタなどを熱く語りあったり、はがきでの人生相談などにも真剣に答えた。また番組が放送されていた1980年代末期から1990年代初頭はアイドルが冬の時代に入っていたということもあり「アイドルペレストロイカ」と題し、どうやったら今のアイドルが良い方向で活躍できるか…という議論も一時期毎週のように視聴者からのアドバイスをもとに話し合う場となった。1991年の8月からは今までハガキを送るだけだったリスナーたちと電話で毎週語り合うというコーナーも設けられた。失恋についての話など悩み多き学生たちの相談を聞いたり、好きなアイドルの話などをリスナーたちと熱く語り合った。

番組内でのプレゼント
- 番組ではパーソナリティや曜日別担当のアイドルパーソナリティ、またゲストに来たアイドルのサイン色紙やサイン入りのテレホンカード、時にはマグカップ、折り紙、名刺入れ、下敷きなどをリスナーにプレゼントしていた。希望であれば番組進行用に使ったQシート、福島のサイン入りの写真などもプレゼントされた。アイドル自身が持参した写真集やカレンダーなどにサインを入れてプレゼントをすることなどもあった。なおオンエアー中にアイドルたちがたくさんの書き込みやサインなどを書いた番組用Qシートは1991年途中からプレゼントが中止となった。
- また国実百合は番組用Qシートを放送中に漫画でいっぱいにするということで、福島の提案で漫画をQシート以外の用紙に描き、さらにサインを加えプレゼントしたことなどもあった。

番組テーマ
- 1989年3月以前のオープニングテーマ曲はドン・グルーシンのアルバム「10k-LA」の収録曲「Electric man」[2]、1989年4月以降のオープニングテーマ曲はCOO COOの「You Can Set Me Free」、エンディングテーマ曲はT-SQUAREのアルバム「WAVE」の中に入っている曲「LOVE FOR SPY」が使用された。

東京JFN以外からの生放送
- 1991年4月29日の放送は東京JFNを飛び出して「FM ヤングスタジオ in 青森」と題して エフエム青森のスタジオから田山真美子をゲストパーソナリティに迎え 全国へ向けての生放送となった。なおこの日は月曜日だったため、このとき月曜日担当だった国実百合はこの週のみ水曜日を担当し、水曜日の担当だった川越美和はお休みとなった。

公開録音
- 通常は東京JFNのスタジオから生放送される番組は7年の放送のうち一度だけ公開録音が行われている島根県出雲村田製作所の敷地内で行われた収録は「FMヤングスタジオ スペシャル in 島根県出雲村田製作所サマーフェスティバル1991」と題し1991年7月28日午後7時から、約2000人の観客を前に公開放送が収録された ゲストは 川越美和、山口弘美、越智静香の三人が出演、曲目は川越美和が「風のような気持ち」、越智静香がジューシィ・フルーツのカバー曲 「ジェニーはご機嫌ななめ」、 山口弘美が「夢を信じて」などその当時本人たちが歌っていた曲を中心に数曲が披露された。その模様は収録から2週間後の8月12日に全国に向けオンエアされた。

特別な曲のコーナー
- 普段は新曲を中心にアイドル曲をかける番組だが、それ以外にも特別な曲をかけるコーナーが存在した。「ちょいな、ちょいな-…」というジングルで始まる「ちょい懐コーナー」 というコーナーではその名の通り、ちょっと懐かしいアイドルソングが紹介された。デビュー曲等を中心に紹介されることが多かったこのコーナーは約2-3年ぐらい前までの曲を中心に懐かしい1曲がかけられた。また数か月に一回は放送時間をまるごと1時間使って「ちょい懐コーナー特集」なども放送された。さらに「アルバム・カップリングコーナー」というコーナーでは世の中の人の耳に入ることは少ないのだが、アルバムやB面の曲の中にもいい曲はたくさんあるんだよ…というコンセプトのもと、色々なタイプのアルバムやB面の中の秘蔵曲が紹介された。そんなこのコーナーは月曜担当パーソナリティだった里中茶美の4枚目のシングル「C/W（カップリング・ウィズ）」という曲を「ヘェ-イ！カッ、カッ、カップリング…」と小気味よく編集したものに司会の福島が毎回生声で「アルバム!」という大きな掛け声を発するというユニークなジングルでコーナーが紹介された。なお「ちょい懐コーナー」に関しては10年以上も前に出た曲などのリクエストが届いたりすることもあったため、番組途中で最大4年前までのもの…と改めて決められた。なお4年以上前に出た曲のリクエストに関しては随分懐かしい1曲…「随懐（ずいなつ）コーナー」として紹介された。

番組リスナーズサークルの発足
- 一部の番組リスナー達は集って「FMヤングスタジオリスナーズサークル」を立ち上げた。メンバーは最大で220人を超え、日本各地から集まったメンバーとともにリスナーパーティなどを開催、時にパーソナリティ福島なども加わったリスナーパーティは大いに盛り上がりをみせた。番組は1992年3月31日に多くのリスナーたちに惜しまれながら終了するが、リスナーズサークルだけは番組終了後もしばらくは存続した。

会報誌の発行
- リスナーズサークルの中でさらに「無重力クラブ」というサークルが発足し、FMヤングスタジオの会報誌なども番組放送中には制作された。会報誌は番組プロデューサーへの意気込みや制作秘話などを聞いたものを記事にしたり 注目のアイドルへの突撃ロングインタビューなどを中心に記事は構成されていった。また表紙などはパーソナリティ福島のイラストなどで飾られることなどもあった、この会報誌はヤングスタジオ用の私書箱に向け応募をすれば読むことができた。そんな会報誌を読んだリスナーたちからの感想はまた放送内で紹介され、プロの記者が聞けないようなリスナーだからこそ聞けるアイドルたちの秘話などはとても良い…などというような感想も多く寄せられるいい結果を残した、そんな軌道に乗った会報誌は番組終了までに8号が発行された。

パーソナリティ不在の放送
- FMヤングスタジオでは1989年以降、パーソナリティ福島英絋不在で始まった放送がいくつかある。最初は1990年9月10日月曜パーソナリティ里中茶美の時に交通渋滞に巻き込まれ約20分遅れでスタジオ入り、最初の20分間は里中茶美一人で番組を進行した、2度目は1991年1月14日、金曜日担当だった国実百合が初の月曜日を担当した日に25分遅れでスタジオ入り、最初の25分は国実百合一人で番組を進行した。本人曰く寝坊とのこと。3回目の放送不在は1991年12月16日と17日、この日、福島はホノルルマラソン出場で完全に不在。代わりのパーソナリティは、この番組のディレクターだった飯塚、中野の二人が担当。「塚ちゃん、なかちゃんのヤンスタ」と命名して放送をした。なお12月17日の放送は宍戸留美も応援に駆けつけ「英絋さんクイズ」などをして番組を盛り上げた。この2人のピンチヒッターの放送テープを聞いた福島は12月24日の放送で「とても面白くて良かった…」と放送を絶賛。「もう俺がいなくても大丈夫だね…」などと言っていた放送は明けてすぐの1992年1月16日、新島弥生をゲストに迎えた時に、 再び交通渋滞に巻き込まれ、約15分遅れでのスタジオ入りとなった 福島がスタジオ入りするまでのピンチヒッターは、再びディレクターの中野が担当した。

年賀状エピソード
- FMヤングスタジオへのリクエストは今聴いている各支局へはがきを送り、そこから東京JFNに届けられるようなシステムになっていたため、早くても東京に届くのは約5日間の日数を要した。そのため1月1日にリスナーからの年賀状を読むことは原理的に不可能だったのだが、パーソナリティ福島の提案で年賀状を郵便用の封筒に入れて早めに各放送局へ送るという措置が取られた。その作戦は見事成功しリスナーからのハガキは無事1月1日の放送で読まれることとなった。
- また1992年の1月1日に向けては郵便局への封筒郵送作戦も実施されたが、リスナーズサークル発起人のほっけさん提案で「FMヤングスタジオ元旦配達係」と題し、郵便封筒に入れたはがきを一度リスナーズサークルまで送ってもらい、そこからJFNまで直接届けるという方法もとられた。

番組出演の珍記録
- 1991年4月からは月曜日から木曜日の放送となってしまった番組だが、月曜日から金曜日まで全ての曜日に出演したという珍記録を持つアイドルがいる。そのアイドルは国実百合、姫乃樹リカ、西村知美、佐月亜衣の4人。
- また、ゲストパーソナリティとして出演した星野由妃は1990年12月31日と1991年1月1日の放送で、年またぎでの二日間連続出演という珍しい記録を残している。

出演者エピソード
- 普段番組に出演するゲストはほとんどが女性アイドルなのだが、1991年9月19日の放送ではCDデビューしたてのSMAP6人がFMヤングスタジオに登場している。普段のトーク時間も大きく延長して放送は進行された。
- 1988年に正統派アイドルとしてデビューした姫乃樹リカは1990年3月に出した松本隆作詞、井上陽水作曲の7枚目のシングル「地上の楽園」という曲でフォークギターを弾きながら歌うという新たなスタイルを確立する。番組内では1990年3月14日と1990年7月4日の2回の放送で、パーソナリティ福島を前にギター弾き語りの生歌を披露した。
- 水曜レギュラーだった佐月亜衣が、自身のレギュラーコーナーで、何と言っているか？という言葉当てクイズをサックスを使って出題するコーナーなども番組を盛り上げた。

## ネット局
- エフエム青森（放送は18時台途中で終了、番組は1991年9月でネット終了）
- エフエム秋田（1985年3月18日からのサービス放送の期間中と1986年4月から17時台のみ）
- エフエム山形（番組は1991年9月でネット終了）
- エフエムラジオ新潟（18時台のみ 18時40分からはCRJ（カレッジ・ラジオ・ジャパン）放送のため飛び降り）
- エフエム群馬[3]
- 富山エフエム放送（17時台のみ）
- 福井エフエム放送（17時台のみ）[4]
- 三重エフエム放送
- エフエム山陰（1990年3月までは18時20分で放送終了、1990年4月から最終回までは1時間のフル放送、また金曜日はローカル番組が入っていたため基本的にヤンスタの放送はなし）
- エフエム香川（18時台のみ、開局時から1989年4月7日までネット終了）
- エフエム山口（自社制作番組開始のため1989年3月末で打ち切り）
- エフエム佐賀（開局前のサービス放送のみ）
- エフエム中九州（17時台のみ）
- エフエム沖縄（当初はフルネットだったが、17時台前半のみになった。1985年9月末で打ち切り。）